# オイヴァ・トゥオミネン

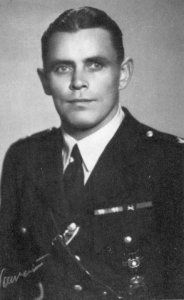
オイヴァ・トゥオミネン

オイヴァ・エミール・カレルヴォ・トゥオミネン（Oiva Emil Kalervo Tuominen, 1908年3月5日 - 1976年1月28日）は、フィンランド空軍のパイロット。愛称は「オイッパ」。
1908年、フィンランド南部のコウヴォラ（Kouvola）に生まれる。400回以上を飛行し、ソビエト軍機を44機撃墜、これはフィンランド空軍第4位のスコアとなる。特にその大半を、グロスター グラディエーターやフィアットG50など、この空域でもいささか旧式な機体に乗って上げていることは特筆に値する。1941年、マンネルヘイム騎士十字章を受章。
1976年、ヘルシンキで死去した。

## 戦歴
1926年、空軍に志願する。当初は整備兵として訓練されるが、トゥオミネンはパイロットを志願、1933年に戦闘航空学校に入学。卒業後、偵察機パイロットを経て、1938年、複葉戦闘機ブリストル ブルドッグ装備の第26戦隊に配属される。
冬戦争直前、フォッカー D.XXI装備の精鋭、第24戦隊第1中隊に移り、ここで開戦を迎える。フォッカーで1.5機を撃墜後、1940年1月末に古巣の第26戦隊に戻る。この頃までに第26戦隊はグロスター グラディエーターに機種改変されており、トゥオミネンは停戦までにグラディエーターでさらに6.5機の撃墜を重ねた。冬戦争中の撃墜数は8機で、この時点でのフィンランド空軍第2位のエースであった。また、複葉戦闘機での撃墜数では大戦を通しフィンランド最高位となる。
停戦期、第26戦隊はさらにイタリア製フィアット G.50戦闘機に機種改変、1941年の継続戦争勃発を迎える。トゥオミネンは同機種で1942年にかけて23機を撃墜した。これは、生産国イタリアを含めても、フィアット G.50を使っての撃墜数で世界最高位である。特に1941年7月4日のG50での初撃墜の日には、一度の出撃で4機のSB爆撃機を撃墜、また1941年8月18日には、20機撃墜達成の功により空軍パイロットとして初のマンネルヘイム十字章を受章した。
1943年2月末、メッサーシュミットBf109G-2装備のエリート部隊・第34戦隊に転属、この年8月までに8機を撃墜。その後トゥオミネン所属の第2中隊はヘルシンキ防空の任につき、前線から退いたために一時撃墜数はストップした。翌1944年3月には第30戦隊に配属、7月に第34戦隊に戻り、メッサーシュミットBf109G-6を駆ってさらに5機を撃墜した。最後のスコアは7月18日、MT-405号機でのカンナス上空におけるYaK-9撃墜であった。

## 参考書籍
- カリ・ステンマン、カレヴィ・ケスキネン、『第二次大戦のフィンランド空軍エース』、大日本絵画
- エイノ・イルマリ・ユーティライネン（訳：梅本弘）、『フィンランド空軍戦闘機隊』、大日本絵画、1997
- Kalevi Keskinen, Kari Stenman, Klaus Niska, "FINNISH FIGHTER ACES", Apali Oy, 1994
- 中山雅洋ほか　『第2次大戦　世界の戦闘機隊』、酣燈社